# Alberto Cavalcanti
Alberto de Almeida Cavalcanti (Rio de Janeiro, 6 februari 1897 – Parijs, 23 augustus 1982) was een Braziliaans filmregisseur, -producent en scenarist.

## Biografie
Cavalcanti begon op 15-jarige leeftijd met zijn studie rechten aan de Staatsuniversiteit van Rio de Janeiro, maar werd wegens een meningsverschil geschorst. Op voorwaarde dat hij geen rechten of politiek ging studeren stuurde zijn vader hem vervolgens naar de Universiteit van Genève, waar Cavalcanti architectuur studeerde. Vanaf 1919 werkte hij in Parijs, aanvankelijk bij een architect en later als interieurarchitect. Na een kort bezoek aan Brazilië vertrok Cavalcanti definitief naar Europa, waar hij nu op het Braziliaans consulaat in Liverpool, Engeland ging werken. In deze periode communiceerde hij met de Franse regisseur Marcel L'Herbier, die hem aan een baan als decorontwerper hielp. In die functie kwam hij voor het eerst in aanraking met de filmwereld.
Cavalcanti ging in Frankrijk wonen en werkte mee aan diverse films met als hoogtepunt L'inhumaine (1924). Twee jaar later kwam hij met zijn eerste film Rien que les heures, een film over het leven van de stad Parijs en haar inwoners en de eerste echte stadssymfonie. In 1927 werkte Cavalanti samen met Walter Ruttmann aan de vergelijkbare film Berlin: Die Sinfonie der Großstadt. In de daaropvolgende jaren werkte hij voor de Franse studio's van Paramount Pictures en schreef hij onder meer voor het Nederlandse filmtijdschrift De Filmliga, maar in 1933 vertrok hij naar John Griersons GPO Film Unit in Londen. Cavalanti werkt bij GPO in verschillende functies aan documentaires als Coal Face (1935), Night Mail (1936) en Spare Time (1939), waarbij hij als "mentor" fungeerde voor de jongere Benjamin Britten. Toen Grierson in 1937 naar Canada vertrok, werd Cavalanti de functie van leidinggevende aangeboden, op voorwaarde dat hij zich liet nationaliseren tot Brits staatsburger. Cavalanti weigerde dit en vertrok.
Vanaf 1940 werkte Cavalanti onder leiding Michael Balcon als art editor, producer en regisseur bij de Ealing Studios, waar hij onder andere een aantal propagandafilms maakte. Zes jaar later vertrok Cavalanti na een financieel meningsverschil. Voor hij in 1950 terugging naar Brazilië, maakte hij nog drie films in het Verenigd Koninkrijk. In Brazilië ging Cavalcanti aan de slag als producent voor Companhia Cinematográfica Vera Cruz, maar deze hield op te bestaan toen er geen opdracht meer binnen kwamen. Nadat hij ook nog tot communist was bestempeld, vertrok Cavalcanti weer naar Europa, waar hij in verschillende landen films regisseerde en produceerde.
Cavalcanti overleed op 85-jarige leeftijd in Parijs.

## Filmografie

### Frankrijk
- 1926 Rien que les heures
- 1927 Le train sans yeux
- 1927 La p'tite Lilie
- 1927 En rade
- 1927 Yvette
- 1928 La jalousie du barbouille
- 1928 La capitaine Fracasse
- 1929 Le petit chaperon rouge
- 1929 Vous verrez la semaine prochaine
- 1930 Toute sa vie
- 1930 A canção do berço
- 1930 À mi-chemin du ciel
- 1930 Les vacances du diable
- 1931 Dans une ile perdue
- 1932 En lisant le journal
- 1932 Le jour du frotteur
- 1932 Revue Montmartroise
- 1932 Nous ne ferrons jamais du cinéma
- 1932 Le truc du brésilien
- 1933 Le mari garon
- 1933 Plaisirs défendus
- 1933 Coralie et Cie
- 1933 Tour de chant

### GPO & Crown Film Units
De films die Cavalcanti maakte in zijn periode bij GPO en Crown Film Units:
- 1934 Pett and Pott: A fairy story of the suburbs
- 1934 The glorious Sixth of June: New rates
- 1935 Coalface
- 1936 Message from Geneva
- 1937 Line to Tcherva Hut
- 1937 Men of the Alps
- 1937 We live in two worlds
- 1937 Who writes to Switzerland?
- 1937 Four barriers
- 1938 Mony a pickle
- 1938 Happy in the morning: A film fantasy
- 1939 Mid-summer day's work
- 1939 The Chiltern country
- 1940 Alice in Switzerland
- 1940 La cause commune
- 1940 Factory front
- 1940 Mastery of the sea

### Ealing en Verenigd Koninkrijk
De films die Cavalcanti maakte in zijn periode bij de Ealing Studios en tijdens de rest van zijn verblijf in het Verenigd Koninkrijk:
- 1941 Yellow Caesar
- 1942 Went the Day Well?
- 1943 Watertight
- 1944 Champagne Charlie
- 1945 Dead of Night
- 1947 Nicholas Nickleby
- 1947 They Made Me a Fugitive
- 1947 The First Gentleman
- 1949 For Them That Trespass

### Brazilië en andere landen
De films die Cavalcanti maakte in zijn periode in Brazilië en diverse andere landen:
- 1950 Caiçara - Brazilië
- 1952 Simão, o caolho - Brazilië
- 1952 O Canto do Mar - Brazilië
- 1955 Mulher de verdade - Brazilië
- 1957 Die Windrose - DDR
- 1959 La prima notte - Frankrijk/Italië
- 1960 Herr Puntila und sein Knecht Matti - Oostenrijk[1]
- 1961 The monster of Highgate Ponds - Verenigd Koninkrijk
- 1967 Thus Spoke Theodore Herzl - Israël
- 1969 Les empailles - Frankrijk
- 1971 La visite de la vieille dame - Frankrijk
- 1976 Le voyageur du silence - Frankrijk
- 1976 Um homem e o cinema - Brazilië